# TVイーハトーブ
TVイーハトーブは、以下に挙げる2番組のタイトルの一部である。
1. 八波一起のTVイーハトーブ（1993年4月3日 - 2004年3月27日）
2. TVイーハトーブ 土曜のてっぺん（2005年4月2日 - 2007年3月31日）

## 共同制作放送局
- 青森朝日放送
- 岩手朝日テレビ（1996年10月から参加）
- 秋田朝日放送
- 東日本放送（製作）
- 山形テレビ（ネットチェンジ後から参加しているが、TVイーハトーブは1回目から放送しているので、番組内でも公表はしていない）
- 福島放送

## 制作協力
- トラストネットワーク 仙台事業部・青森事業部・秋田事業部・岩手事業部・山形事業部・福島事業部
- 東北朝日プロダクション
- CROSS TV

## 概要
『八波一起のTVイーハトーブ』も『TVイーハトーブ 土曜のてっぺん』もともに土曜正午に放送されていたが、地域によっては朝日放送の『朝だ!生です旅サラダ』、各県別自主制作の情報番組（主管の東日本放送を除く）、イーハトーブ（場合によっては、この番組のあとに放送されていたローカル情報番組の地域もあり）と、午前中に3本と集中していた。『八波一起のTVイーハトーブ』の終了を機に日曜正午の『ヒューマンバラエティ 日曜のマゼラン』をスタートさせるものの、視聴率の低下に加え、『日曜のマゼラン』MCの内藤剛志の耳に悪い情報が漏れてしまい（初回にアシスタントの岩田有未にOA中に軽く問いただした）、ANN系のスポーツ中継などが重なって、結果的に元に戻る形となった。
イーハトーブとは、宮沢賢治が作品の中で使っていた「理想郷」を意味する言葉より引用したものである。『八波一起のTVイーハトーブ』においては八波一起が宮沢賢治記念館にて「イーハトーブ」の借用と返還をするシーンが流れたが、『TVイーハトーブ 土曜のてっぺん』においては一切無かった。
放送時間はいずれも毎週土曜 12:00 - 12:55で、生放送だった。ただし、高校野球（夏の甲子園）の地方大会期間中は放送を休止し、全国大会で時間帯が重なったときには遅れ放送を実施していた。一度、岩手朝日テレビで試合日と試合時間がぶつかり、約3時間遅れで放送されている。

## 八波一起のTVイーハトーブ
『八波一起のTVイーハトーブ』（はっぱいっきのテレビイーハトーブ）は、1993年4月3日から2004年3月27日まで、東日本放送をはじめとする東北地方のANN系列局で放送された生放送の情報番組。過去に1回だけ北海道テレビ放送と長野朝日放送でも放送されたことがある。最終期のオープニング・テーマはフリッパーズ・ギターの「さようならパステルズ・バッヂ」。

### 出演者

#### 司会
- 八波一起（総合司会）[1][2][3][4][5] - 『モーニングショー（第1期）』からの起用。八波は当時、MXテレビ「東京NEWS」の「スクエア1200　あなたの街から生中継」で平日帯のレギュラーを抱えており、平日は東京、週末は仙台で生放送を行っていた。
- 小山羊右（うわさのうまいもん）

#### ゲスト出演
- ロザンナ - 総合司会の八波とは、『モーニングショー（第1期）』で最後の2年間だけ共にサブ司会（アシスタント）を担当していた。
- テツandトモ
- 中村ひとみ
- ほか

#### 各局歴代アナウンサー
- 東日本放送（アシスタント兼務）
  - 熊本恭子[1]
  - 安田佑子
  - 遠山久美子
  - 伊藤文
  - 浜知美
- 青森朝日放送
  - 松元美穂
  - 波多野里奈
  - 宇田川智子（現姓：小山内）
  - 藤田亜希子
  - 坂口千夏 [6]
  - 武田真紀
- 秋田朝日放送
  - 原田千秋紀
  - 舘山えり奈
  - 工藤東子
  - 伊藤聡子
  - 石井陽子
  - 千田まゆこ（リポーター兼秋田担当ディレクター）
  - 伊藤里奈
- 岩手朝日テレビ
  - 土岐聡子
  - 山田美保
  - 水野悠希
  - 矢部順子
- 山形テレビ
  - 伊藤さおり [7]
  - 米田やすみ
  - 小坂深和
- 福島放送
  - 宮田真弓
  - 原理子
  - 奥山美香
  - 平方恭子
  - 立川陽子
  - 稲葉陽子

### コーナー

#### 特集
女子アナゲームバトル
サイコロ旅
青森・福島などを起点として、2日間で仙台まで戻ってくるというゲーム。原型は『水曜どうでしょう』のサイコロの旅。サイコロの見本は『ライオンのごきげんよう』より。
グアムロケ
仙台から飛行機に乗ってハワイに行き、現地で楽しいゲームなどを繰り広げる。罰ゲームもあった。その罰ゲームで千田まゆこはハワイの宿泊先のホテルの従業員の罰ゲーム（ほかのアナウンサーと八波はハワイアンショー（屋内）で楽しむ）でほかの客（女児）の服に料理をこぼしたことで、そでで泣くシーンが放送された。
お弁当バトル
コンビニエンスストア・サンクスの協力の元、日本海側チーム（青森・秋田・山形）対太平洋側チーム（岩手・宮城・福島）に分かれて自主制作のお弁当を期間限定で販売。日本海側チームはおにぎりを中心としたメニュー。太平洋側は前沢牛を中心としたメニューにしようとしたが、予算オーバー（販売価格は600円以内）だったためサンドイッチを中心としたメニューに。結果は、日本海側チームの勝利。
湯めぐりビンゴ対決
映画特集
1クールに1回ほどお勧め映画の特集をする。
中村ひとみ湯めぐり旅
中村ひとみが東北地方各地の温泉へ行き、紹介するコーナー。
ロザンナ出会い旅
ロザンナが東北地方各地へ赴き、出会い触れ合う旅をする。
まるごと中継
共同制作先の各放送局より、各地の有名な観光地から1時間中継する。1回だけ長野朝日放送の協力で、「善光寺御開帳」の中継も行った。

#### レギュラー
名物ちょうだい
東日本放送の遠山久美子が風船で選択された先の土地へ行き、選んで「このお土産ちょーだい」とおねだりするように頼み、視聴者プレゼントにするコーナー。回数を重ねるうちに各土地土地から喜ばれたコーナーである。
お土産一本勝負
東日本放送の伊藤文が、縄跳び・フラフープ・早口言葉から相手先の挑戦者に選択させ対決し、勝ったらその土地のお土産を視聴者プレゼントにするコーナー。
うわさのうまいもん！
小山羊右が視聴者などから情報を得て、美味しい料理店を訪問するコーナー。最後に「◎◎（店名）の△△（品名）、これがうわさのうまいもん！」の決め台詞があった。2000年には西暦2000年を記念してコーナー名が「うまいもん2000」とされていた。紹介した視聴者へのプレゼントとして、第1弾が「ニワトリ型キッチンタイマー」、第2弾が「番組特製マグネット」が送られた。
ファックス抽選会
番組で紹介したプレゼントをファックスもしくはメールで募集し、抽選で1名（別にはがき1名計2名）にプレゼントするエンディングのコーナー。終盤2 - 3年は、八波が「ゴ〜ルドフィンガ〜」と昔のチョキを顔に近づけると抽選が始まるという呼びかけもやっていた。なお、終盤からファックスが紹介されると、八波一起と各局女性アナウンサー全員の写真が登場しているオリジナルのクオカードがプレゼントされたが、秋田朝日放送の伊藤里奈だけが番組が終了することを受けて作られなかった。

## TVイーハトーブ 土曜のてっぺん
『TVイーハトーブ 土曜のてっぺん』（テレビイーハトーブ どようのてっぺん）は、2005年4月2日から2007年3月31日まで、東日本放送をはじめとする東北地方のANN系列局で放送された生放送の情報番組である。番組名の由来は、放送用語の12時を指す「てっぺん」と、この番組が一番になりたいからというものである。オープニング・テーマはベイ・シティ・ローラーズの「サタデー・ナイト」。
当初の方向性は旅番組で、毎回東北地方各地を旅して回っていたが、2006年9月30日放送分からは飲食店と料理を取り上げるグルメ番組と化していた。2006年1月14日放送分で、仙台地区での視聴率が芳しくない旨のスーパーが出た。

### 出演者

#### 司会
- 見栄晴
- 濱知美（東日本放送アナウンサー）
- ろっけんロール大作戦リポーター
  - セカンドステージ（佐藤純、のすけ）

#### 過去
- ろっけんロール大作戦リポーター
  - あきんど（金野絵里、板橋真未）
  - ニードル（石垣進之介、伊藤政仁）

#### ネット局担当アナウンサー
- 東日本放送
  - 松本龍（ナレーションでは「リュウ松本」として出演）
  - 濱本りか（「週刊明るいニュース」コーナー担当、アシスタント）
- 青森朝日放送
  - 増田明美
  - 柳瀬若菜
  - 木村慎吾
  - 荒井千里
- 岩手朝日テレビ
  - 原田佳子
- 秋田朝日放送
  - 伊藤里奈（2005年4月2日から2006年3月18日まで）
  - 塩地美澄（2006年4月8日から）
- 山形テレビ
  - 熊谷瞳
- 福島放送
  - 笠置わか菜（2006年3月まで）
  - 佐藤さやか（2006年4月15日から）

#### お天気キャスター
- 大江和美（日本気象協会東北支局・気象予報士）

### コーナー
それ行けてっぺん
各局のリポーターがテーマに沿った凄い物を紹介するコーナー。
ろっけんロール大作戦（2007年3月24日終了）
地方のお笑いタレントが東北六県の市町村を巡り、各地の自慢の物などを紹介するコーナー。最終回までに全市町村を回ることは不可能であった。
FAX・メール生プレゼント
2006年10月放送分より「前沢牛すき焼き肉（約1万円相当）」などをプレゼント。番組最後に抽選し当たった所に生電話。キーワードを言うと、プレゼントとされている。
てっぺん旅 → それ行け!てっぺん
各局のアナウンサーが各観光地などを紹介するコーナー。リクエストが採用されると旅行券が贈られた。
週刊明るいニュース
東北地方の話題などを紹介するコーナー。しかし、このコーナーは2006年中盤には無くなっていた。

### 特別編成
『八波一起のTVイーハトーブ』の視聴率の好調だったシリーズのリニューアル版、「激走東北一周食い意地バトル旅」を放送している。全VTR放送で、最終週放送分のみトークを交えながら放送している。
ルール
目的地の名産を「刺客」（ゲストや地域担当アナウンサーなど）、見栄晴と濱がゲームに参加し勝ったものだけが食べられる。食べられなかったときの非常食として、事前に「ミネラルウォーター」「バナナ｣「お菓子（ロッテ コアラのマーチ）」が1つずつ見栄晴と濱に支給されていた。
- コーナー司会：松本龍（KHBアナウンサー）
- 主なゲスト：ウド鈴木